# Prêmio Gwangju de Direitos Humanos
O Prêmio Gwangju de Direitos Humanos é um prêmio concedido pela Fundação Memorial Coréia do Sul de 18 de maio para reconhecer "indivíduos, grupos ou instituições na Coréia e no exterior que tenham contribuído na promoção e no avanço dos direitos humanos, democracia e paz através do seu trabalho." O prêmio pretende comemorar o espírito de maio de 1980 do Movimento de Democratização Gwangju (também conhecido como "518" por seu início em 18 de maio), no qual os cidadãos pró-democracia combateram soldados no protesto contra o domínio militar de Chun Doo-hwan. Como a organização do sítio explica, "Gwangju recebeu valorosa ajuda de outros quando assumiu o esforço de examinar a verdade por trás da revolta de 18 de maio e quando batalhou para desenvolver uma democracia verdadeira. Em resposta, gostaríamos de dar algo em retorno para aqueles que apoiaram nossa causa pela paz e pela democracia." A partir de 2011, o prêmio trouxe uma recompensa em dinheiro de US$ 50.000.

## Ganhadores do Prêmio Gwangju de Direitos Humanos
- 2000: Xanana Gusmão, Timor Leste[1]
- 2001: Basil Fernando, Hong Kong[1]
- 2002: Associação Coreana de Famílias Enlutadas pela Democracia, Coréia[1]
- 2003: Dandeniya Gamage Jayanthi, Sri Lanka[1]
- 2004: Aung San Suu Kyi, Burma[1]
- 2005: Wardah Hafidz, Indonésia[1]
- 2006: Malalai Joya, Afeganistão; Angkhana Neelaphaijit, Tailândia[1]
- 2007: Irom Chanu Sharmila, Índia; Lenin Raghuvanshi, Índia[1]
- 2008: Muneer A. Malik, Paquistão[1]
- 2009: Min Ko Naing, Burma[1]
- 2010: Sushil Pyakurel, Nepal[4]
- 2011: Binayak Sen, Índia[3]
- 2012: Mun Jeong Hyeon[5]
- 2013: H.I.J.O.S  Argentina
- 2014: Adilur Rahman Khan  Bangladesh,[6] Mothers of Khavaran  Irão
- 2015: Latifah Anum Siregar  Indonésia
- 2016: Nguyen Dan Que  Vietname, Bersih  Malásia
- 2017: Jatupat Boonpattararaksa  Tailândia
- 2018: Fr. Nandana Manatunga  Sri Lanka
- 2019: Joanna Cariño  Filipinas,[7] Dialita Choir  Indonésia[8]
- 2020: Bedjo Untung  Indonésia
- 2021: Arnon Nampa  Tailândia[9]
- 2022: Cynthia Maung  Myanmar
- 2023: Chow Hang-tung  Hong Kong
- 2024: Suganthini Mathiyamuthan Thangaras  Sri Lanka[10]
- 2025: Asia Justice and Rights (AJAR)  Indonésia[11]